# Dschungelzwergkauz

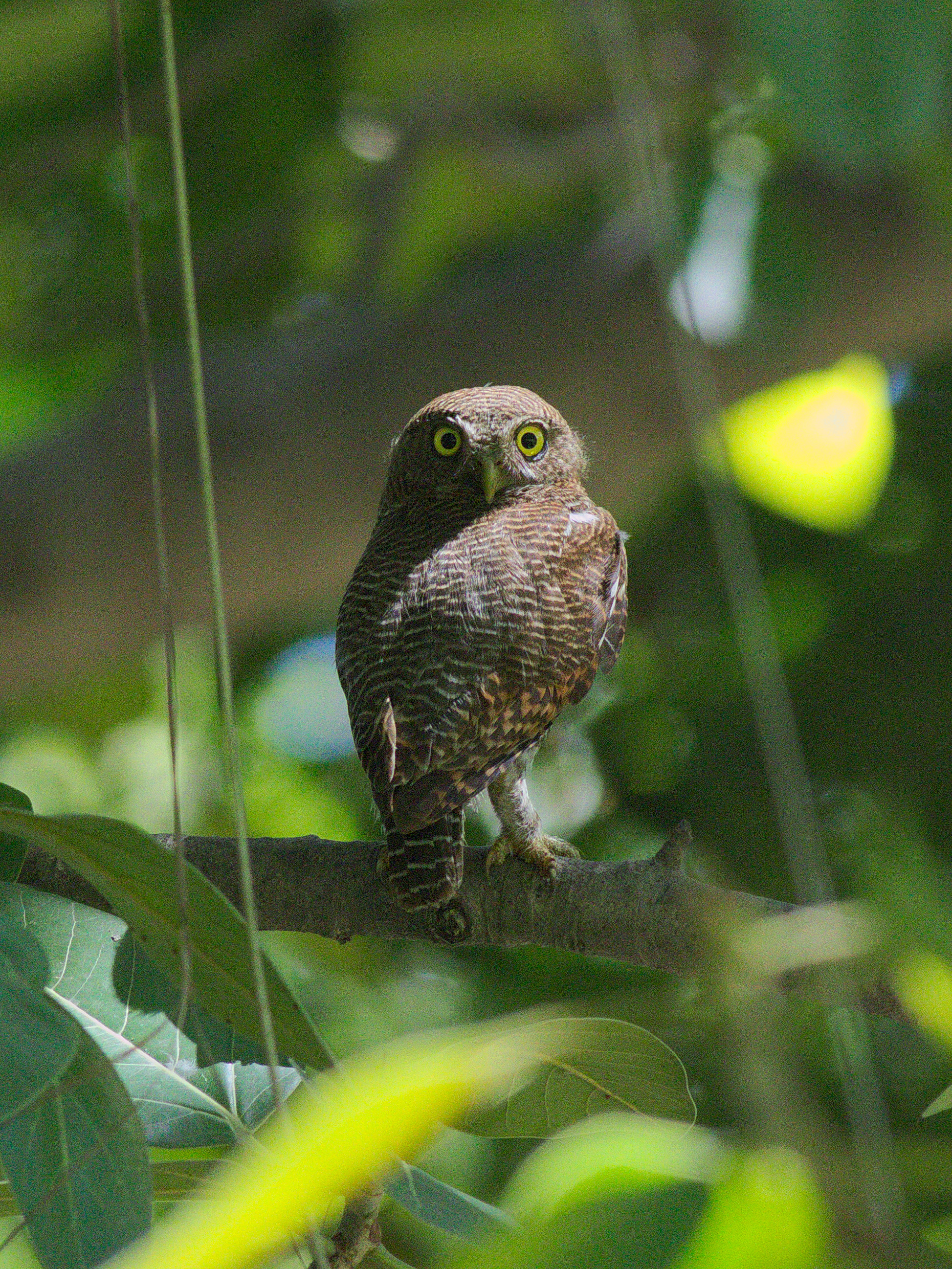
Dschungelzwergkauz

Der Dschungelzwergkauz (Glaucidium radiatum, Syn.: Taenioglaux radiatum), auch Dschungel-Sperlingskauz oder Dschungelkauz genannt, ist eine kleine Eulenart aus der Gattung der Sperlingskäuze (Glaucidium). Der Dschungelzwergkauz ist eine auf dem indischen Subkontinent weit verbreitete und häufige Art. Es werden mehrere Unterarten unterschieden.
Die Bestandssituation wird von der IUCN als ungefährdet (least concern) eingestuft.

## Merkmale
Der Dschungelzwergkauz erreicht eine Körperlänge von etwa 20 Zentimetern, wovon 6,2 bis 8,4 Zentimeter auf den Schwanz entfallen. Das Gewicht liegt zwischen 88 und 114 Gramm. Es besteht kein auffälliger Geschlechtsdimorphismus, Weibchen sind jedoch tendenziell etwas größer.
Der Gesichtsschleier ist unauffällig. Das Kinn, die kurzen Augenbrauen und ein Fleck auf der Brust sind weiß. Die Körperoberseite ist dunkelbraun mit einer dichten weißen oder blass ockerfarbenen Querbänderung. Die Brust ist weißlich mit einem variablen Anteil an Rostbraun. Die Körperunterseite ist ansonsten weiß, die Körperseiten dagegen sind graubraun quergebändert. Die Läufe sind befiedert.
Die Augen sind zitronengelb. Die Wachshaut am Schnabel ist bläulich, der Schnabel ist grünlich gelb.
Der Ruf des Dschungelzwergkauzes ist ein helles Trillern.

## Verbreitungsgebiet und Lebensraum

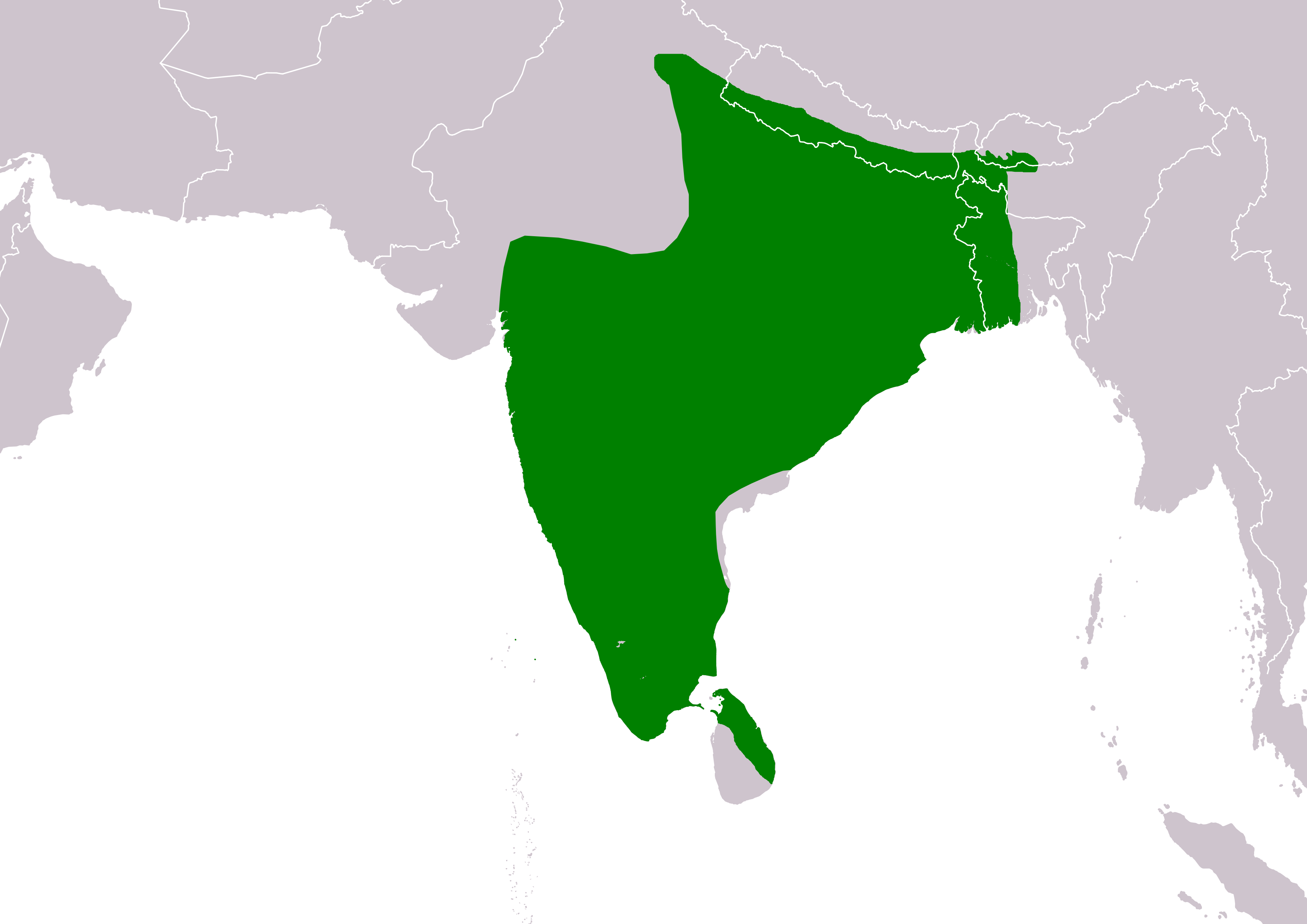
Verbreitungsgebiet (grün) des Dschungelzwergkauzes

Das Verbreitungsgebiet des Dschungelzwergkauzes ist der indische Subkontinent. Er kommt von Nordindien und Myanmar bis nach Sri Lanka vor.
In den Vorgebirgen des Himalayas besiedelt er feuchte Laubwälder. Er kommt auch in Sekundärwald vor, wenn dieser viele Bambusarten aufweist. Die Höhenverbreitung reicht auf dem indischen Kontinent bis zu 2000 Höhenmetern. Auf Sri Lanka kommt er noch in Höhenlagen von 1100 Metern vor.

## Lebensweise
Der Dschungelzwergkauz lebt einzelgängerisch oder in Paaren. Er hält sich überwiegend in der oberen Baumkrone sehr hoher Bäume auf. Er ist überwiegend dämmerungsaktiv. Sein Aktivitätshöhepunkt liegt eine Stunde vor Anbruch der Dunkelheit beziehungsweise während der Morgendämmerung. An wolkenverhangenen Tagen jagt er gelegentlich auch während des Tages. An klaren Tagen ist er gelegentlich dabei zu beobachten, wie er in den Morgen- oder späten Nachmittagsstunden Sonnenbäder nimmt. Gewöhnlich verbringt er jedoch die Tagesstunden versteckt in der Baumkrone sitzend.
Der Dschungelzwergkauz frisst überwiegend Insekten wie Heuschrecken. Daneben jagt er aber auch kleine Eidechsen, Mäuse und Singvögel.
Er brütet gewöhnlich in natürlichen Baumhöhlen oder verlassenen Spechthöhlen. Die Nisthöhle befindet sich gewöhnlich drei bis acht Meter über dem Erdboden. Das Gelege besteht aus drei bis vier Eiern.

## Einzelbelege
1. 1 2 3   König et al.: Owls of the World, S. 422.
2. ↑  IUCN zum Dschungelzwergkauz, aufgerufen am 22. Januar 2017
3. 1 2   König et al.: Owls of the World, S. 421.